# Valcellina
La Valcellina (Val Cellina, Valceline in friulano standard, Valcelina in friulano locale) è una vallata alpina del Friuli-Venezia Giulia (provincia di Pordenone) che separa dal punto di vista orografico le Prealpi Carniche a nord dalle Prealpi Bellunesi a sud, percorsa dal torrente Cellina da cui prende il nome. È parzialmente ricompresa nel Parco naturale delle Dolomiti Friulane (UNESCO).
(Claudio Magris)

## Descrizione
Vi appartengono i comuni di Claut, Cimolais (benché quest'ultimo si trovi allo sbocco della Val Cimoliana, il cui omonimo torrente confluisce più a valle nel Cellina), Barcis, Andreis e, in fondo alla valle e già adagiati sulla pianura, Montereale Valcellina, Vajont e Maniago; questi Comuni appartengono alla Provincia di Pordenone. Benché non si trovi nella sede morfologica del fiume Cellina, ma sulle sponde della Val Vajont, fa parte della Valcellina anche il comune di Erto e Casso. Questi costituisce, inoltre, il limite estremo del Friuli Venezia Giulia al confine con la regione Veneto.

## Galleria d'immagini

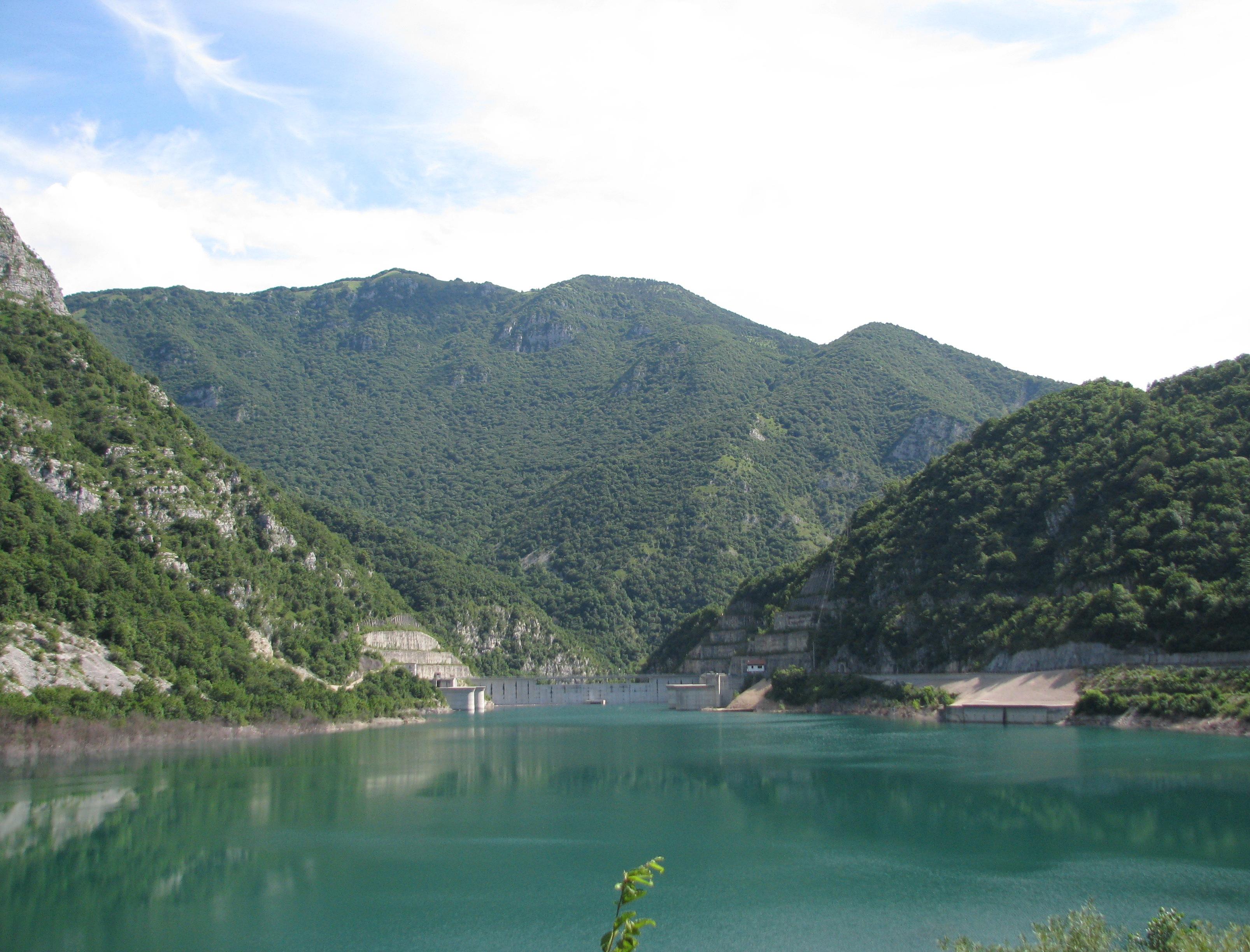
Montereale Valcellina
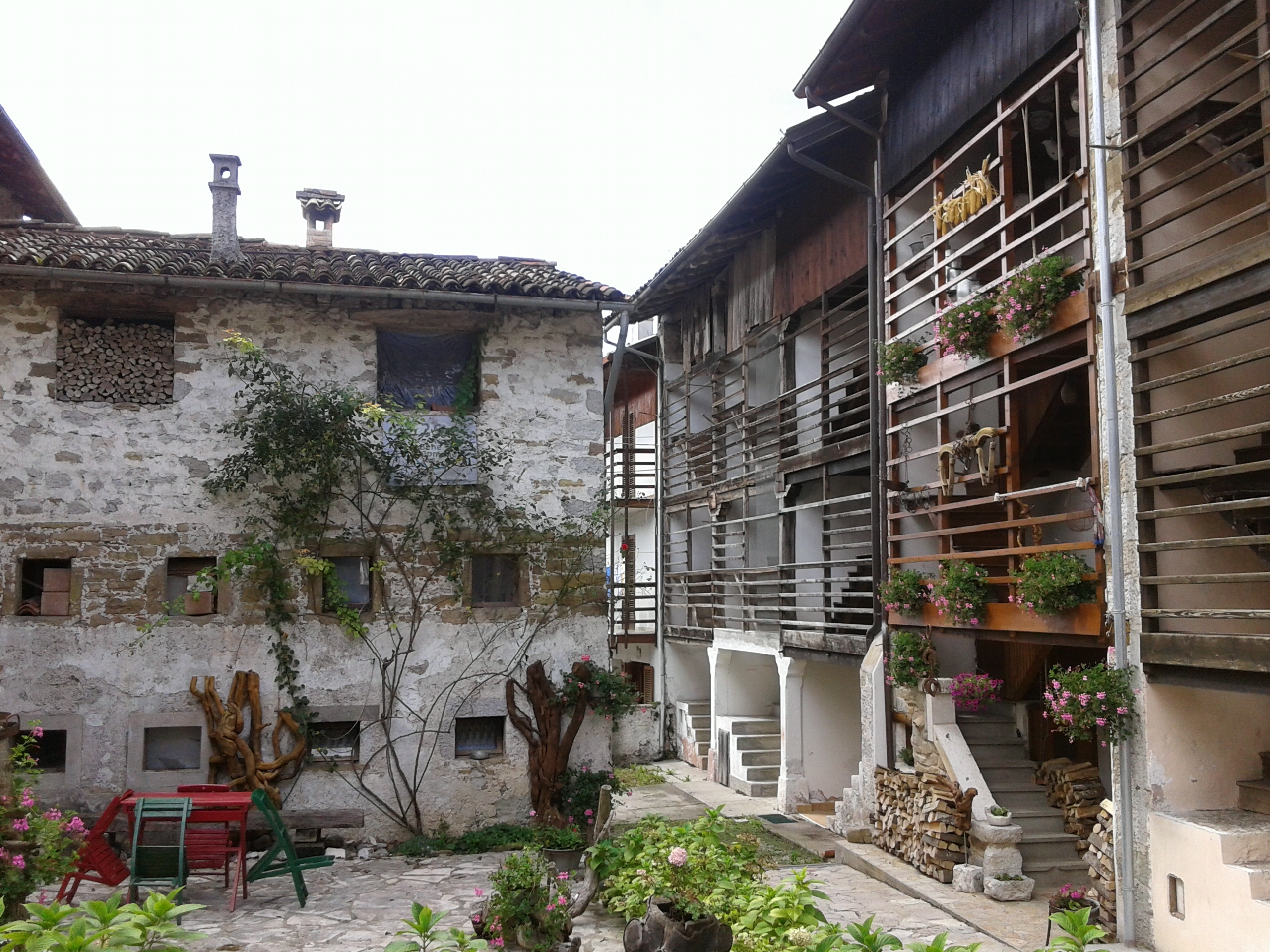
Andreis
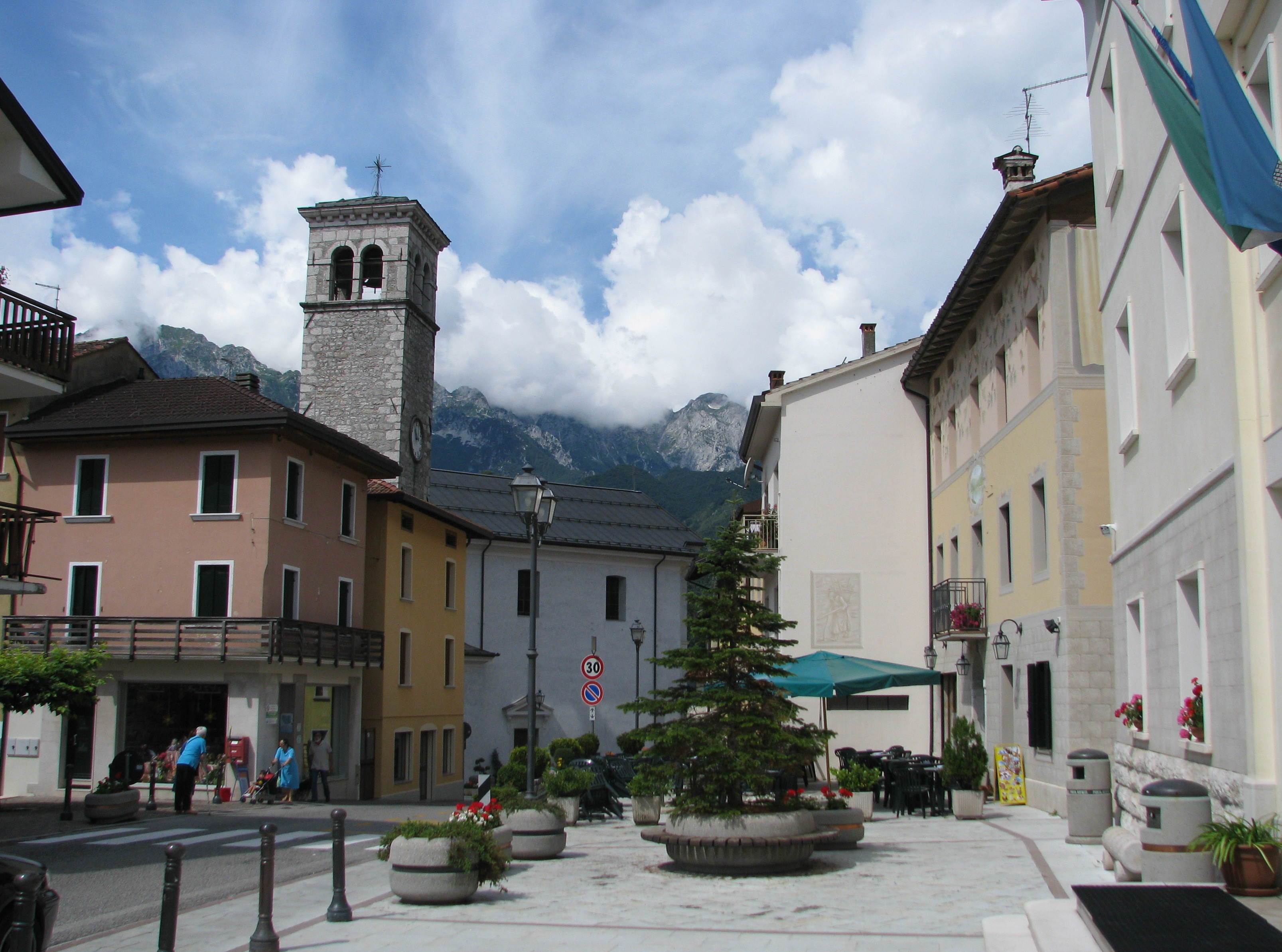
Barcis
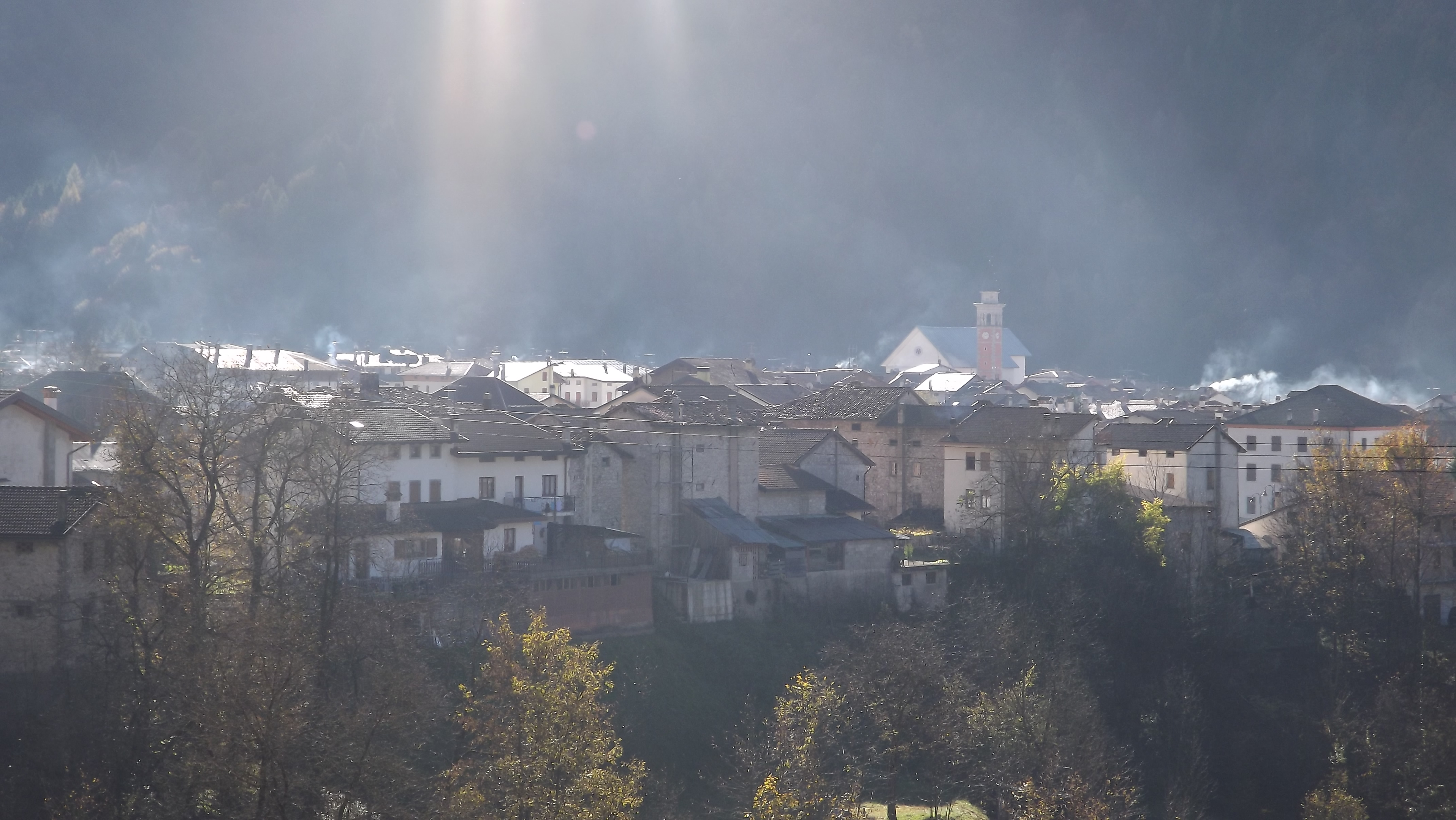
Claut
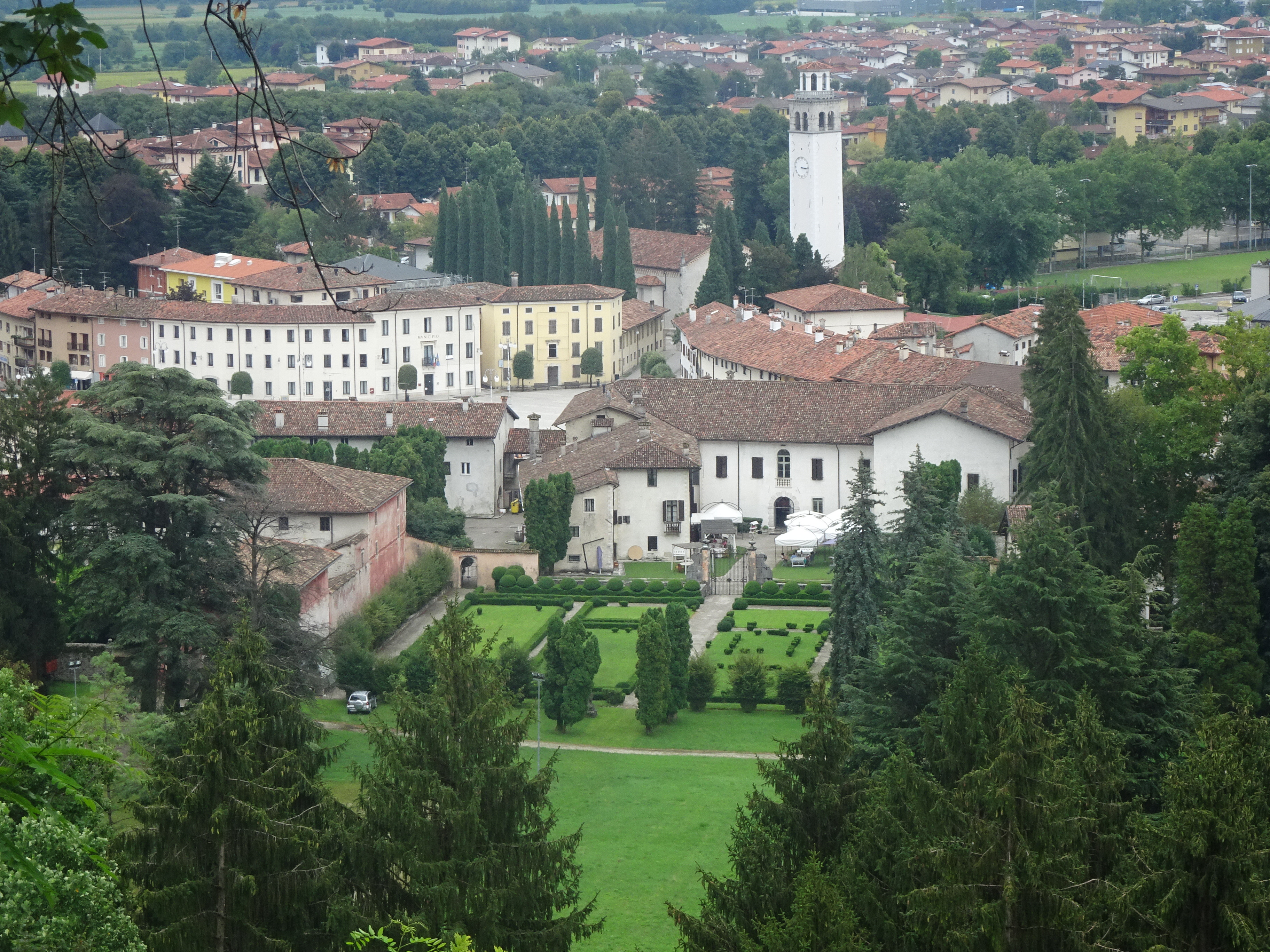
Maniago